# Sông Raba
```
Raba
 là một con sông ở phía nam 
Ba Lan
 (
Lesser Ba Lan Voivodeship
), 
phụ lưu
 của sông 
Vistula
. Nguồn của nó là ở Beskids, giữa các thị trấn 
Rabka-Zdrój
 và 
Nowy Targ
. Nó chảy về phía bắc và sau đó đến phía đông bắc. Các thị trấn dọc theo sông Raba bao gồm 
Rabka-Zdrój
, 
Mszana Dolna
, 
Myślenice
, 
Dobczyce
 và 
Bochnia
.
```

Trong nhiều thế kỷ, Raba là một mạch nước quan trọng, dọc theo đó một số thị trấn và làng mạc được thành lập. Tên của nó có lẽ đến từ ngôn ngữ Celtic và Raba được chia thành ba phần: Upper Raba (dài 60 km nằm ở Beskids), Middle Raba (ở Carpathian Foothills) và Lower Raba (ở Sandomierz Basin).
Raba có nguồn gốc ở đèo núi Sieniawa, ở độ cao 750 mét so với mực nước biển. Nó chảy vào Vistula gần Uscie Solne, sau 134,7 km, trong khi diện tích lưu vực thoát nước của nó là 1537,1 km 2. Kể từ khi bắt nguồn từ thị trấn Myslenice, Raba là một con sông núi điển hình, với thung lũng hẹp, lòng sông phủ đá, dòng chảy nhanh và những giọt lớn. Bên dưới hồ Dobczyce, nó giữ lại các đặc điểm của núi trong vài km. Con sông không có nhánh sông trong 19 km cuối cùng.
Raba đánh dấu ranh giới giữa Makow Beskids và Island Beskids, cũng như ranh giới giữa Wieliczka Foothills và Wisnicz Foothills. Các nhánh của nó chủ yếu là các dòng suối trên núi, như Poniczanka, Slonka, Krzyworzeka, Mszanka, Kasinianka, Kaczanka, Krzczonówka, Trzemenianka, Stradomka, Babica.